# 2024년 하계 올림픽 이란 선수단
이란(공식 명칭: '이란 이슬람 공화국')은 2024년 7월 26일부터 8월 11일까지 파리에서 열리는 2024년 하계 올림픽에 참가했다. 1948년 국가 데뷔 이후 이란 선수들은 정치적인 이유로 1980년 모스크바 올림픽과 1984년 로스앤젤레스 올림픽을 제외한 모든 하계 올림픽에 출전했다.
2024년 하계 올림픽 난민 올림픽 대표팀에는 선수 36명 중 14명이 이란인이다.

## 출전 선수
| 종목           | 남자 | 여자 | 전체 |
| -------------- | ---- | ---- | ---- |
| 양궁           | 0    | 1    | 1    |
| 육상           | 1    | 1    | 2    |
| 카누           | 2    | 0    | 2    |
| 사이클         | 1    | 0    | 1    |
| 펜싱           | 4    | 0    | 4    |
| 체조           | 1    | 0    | 1    |
| 조정           | 0    | 3    | 3    |
| 사격           | 1    | 3    | 4    |
| 스포츠클라이밍 | 1    | 0    | 1    |
| 수영           | 1    | 0    | 1    |
| 탁구           | 2    | 1    | 3    |
| 태권도         | 2    | 2    | 4    |
| 역도           | 2    | 0    | 2    |
| 레슬링         | 11   | 0    | 11   |
| 전체           | 29   | 11   | 40   |

## 메달 집계
| 종목 | 1 | 2 | 3 | 합계 |
| 종목 | ' | ' | ' | '    |
| 종목 | ' | ' | ' | '    |
| 종목 | ' | ' | ' | '    |
| 합계 | ' | ' | ' | '    |

## 같이 보기
- 2024년 하계 올림픽